# Clitellaria stylata
Clitellaria stylata är en tvåvingeart som först beskrevs av Enrico Adelelmo Brunetti 1923.  Clitellaria stylata ingår i släktet Clitellaria och familjen vapenflugor. Inga underarter finns listade i Catalogue of Life.